# Гарнага Богдан Павлович
Богда́н Па́влович Гарна́га (нар. 6 грудня 1991, с. Озерна, Білоцерківський район, Київська область, Україна) — український військовослужбовець, Збройних сил України. Учасник російсько-української війни. Позивний «Бахмат».

## Біографія
Закінчив школу в селі Озерна Білоцерківського району.
Випускник Київського військового ліцею імені Івана Богуна 2009 року.
Вступив на військову службу за контрактом, закінчив школу сержантів, був направлений до 72-ї окремої механізованої бригади (в/ч А2167, м. Біла Церква), 2 батальйон, 6 рота.

### Російсько-українська війна
21 червня 2014 року закінчив Національну академію сухопутних військ імені гетьмана Петра Сагайдачного, факультет бойового застосування військ за спеціальністю «управління діями підрозділів механізованих військ». Отримав звання лейтенанта, був призначений на посаду командира взводу 72-ї бригади, і вже 28 червня виїхав у зону проведення антитерористичної операції на Схід України, в район м. Амвросіївка.
Із січня 2015 — командир 7-ї «шаленої» роти 3-го механізованого батальйону 72 ОМБр.
У 2014—2015 виконував завдання поблизу Старобешеве, брав участь у вивезенні поранених після боїв за Іловайськ, воював біля Старогнатівки, Петрівського та Білої Кам'янки, у Волноваському районі. Під Білою Кам'янкою утримував лінію оборони у 8 км лише з 74 бійцями, підрозділ «Бахмата» вибив з села дві роти ворога і зайняв панівну висоту. З грудня 2016 разом зі своєю ротою тримав оборону на опорному пункті «Зеніт» поблизу Донецького аеропорту, в районі Авдіївки.
Пономасштабне вторгнення зустрів у 58-й бригаді 
Служив начальником штабу 65-ої окремої механізованої бригади .

## Нагороди
- Орден Богдана Хмельницького ІІ ступеня (07.03.2022) — за особисту мужність і самовіддані дії, виявлені у захисті державного суверенітету та територіальної цілісності України[5].
- Орден Богдана Хмельницького III ступеня (07.06.2021) — за особисту мужність і самовіддані дії, виявлені у захисті державного суверенітету та територіальної цілісності України.[6]
- Медаль «За військову службу Україні» (02.12.2016) — за особистий внесок у зміцнення обороноздатності Української держави, мужність, самовідданість і високий професіоналізм, виявлені під час виконання військового обов'язку, та з нагоди Дня Збройних Сил України.[7]
- Нагрудний знак «Знак пошани». (2015)
- Медаль «За оборону Волновахи». (2016)
- Медаль «За жертовність і любов до України» УПЦ КП (04.03.2017)[8]
- Медаль "За оборону Маріуполя". (2015)
- “Вогнепальна зброя”. (2022)
- “Вогнепальна зброя”. (2023)